# Jasmin Moghbeli
Jasmin Moghbeli (Bad Nauheim, 24 giugno 1983) è un'astronauta statunitense.
Nel 2023 ha preso parte alla missione SpaceX Crew-7 come comandante della Crew Dragon Endurance, durante la quale ha partecipato alla missione di lunga durata Expedition 69/70 a bordo della Stazione spaziale internazionale.

## Biografia

### Istruzione e carriera militare
Dopo essersi diplomata alla scuola superiore di Baldwin, si è laureata in ingegneria aerospaziale e tecnologia d'informazione al MIT venendo commissionata come Second lieutenant nel 2005.  Ha ottenuto un master in ingegneria aerospaziale al Naval Postgraduate School a Monterey in California e si è diplomata come pilota collaudatore al U.S. Navy Test Pilot School di Patuxent River nel Maryland. Moghbeli ha volato con gli H-1 durante le missioni in Afghanistan, dove ha ottenuto il soprannome "Jaws". Durante il suo servizio nel Corpo dei Marines ha accumulato più di 2 000 ore di volo su 25 velivoli differenti e ha partecipato a 150 missioni di combattimento. Al momento della selezione come astronauta nel 2017, Moghbeli stava collaudando gli elicotteri H-1 e servendo come ufficiale nel Operational Test and Evaluation Squadron 1 del Corpo dei Marines a Yuma, Arizona.

### Carriera alla NASA
È stata selezionata nel Gruppo 22 degli astronauti NASA il 7 giugno 2017. Ad agosto 2017 ha preso servizio al Johnson Space Center della NASA per iniziare l'addestramento base come candidata astronauta che durò due anni e cinque mesi, fino a gennaio 2020. Da quel momento in poi ha lavorato per allo sviluppo del Human Landing System, in attesa di essere assegnata a una missione spaziale. Nel dicembre 2020 è stata assegnata al gruppo di 18 astronauti NASA che avrebbero partecipato a future missioni del Programma Artemis; nel 2022 comunque la NASA ha dichiarato che tutti i membri del corpo astronauti NASA e i candidati astronauti in quel momento in addestramento avrebbero potuto essere assegnati alle missioni lunari.

#### SpaceX Crew-7 (Expedition 69/70)
Il 26 agosto 2023 è partita per la sua prima missione spaziale come comandante della Crew Dragon Endurance per la SpaceX Crew-7 per partecipare alla missione di sei mesi Expedition 69/70 sulla Stazione spaziale internazionale. È tornata sulla Terra il 12 marzo 2024 dopo 199 giorni in orbita.

## Vita privata
Moghbeli è nata a Bad Nauheim in Germania, ma è cresciuta a Baldwin, New York. I suoi genitori sono di origine iraniana, fuggirono dall'Iran dopo la Rivoluzione iraniana del 1979. I suoi genitori, Fereshteh e Kamy Moghbeli, vivono a Delray Beach, Florida. Durante la scuola superiore Moghbeli ha preso parte al Advanced Space Academy a Huntsville in Alabama. Al Massachusetts Institute of Technology (MIT) ha giocato nella squadra di basket per i MIT Engineers.